# 清里村 (新潟県)
清里村（きよさとむら）は、新潟県の南西にある中頸城郡のほぼ中央に位置していた村。上越市への通勤率は37.8%（平成12年国勢調査）。2005年1月1日に上越市に編入し、村域は地域自治区「清里区」となった。

## 地理
- 河川：櫛池川
- 湖沼：坊ヶ池

### 隣接していた自治体
- 上越市
- 中頸城郡：板倉町
- 東頸城郡：牧村
- 飯山市（長野県）

## 歴史

### 沿革
- 1955年（昭和30年）3月31日 - 中頸城郡菅原村、櫛池村が合併し、清里村が発足。
- 2005年（平成17年）1月1日 - 上越市に編入され、村域は地域自治区「清里区」となる。

## 行政
- 村長：梅澤 正直（1994年4月30日から）

## 地域

### 教育
- 清里小学校
- 清里中学校

## 交通
村内を鉄道路線は通っていない。最寄りは、JR東日本信越本線高田駅など。

## 名所・旧跡・観光スポット・祭事・催事
- きよさと夏祭り（旧サマーカーニバル）
- 京ヶ岳城跡
- 櫛池の大杉
- 櫛池の隕石
- 菅原古墳
- 岡野町の大ケヤキ
- 普泉寺
- フォークハウス湖畔（宿泊施設）
- 星のふるさと舘（北陸最大級口径650mmの天体望遠鏡）